# Torneo de Zúrich 2000
El Swisscom Challenge 2000 fue un torneo de tenis femenino, disputado del 08 al 15 de octubre de 2000. Fue un evento de categoría Tier I que se jugó en canchas de carpeta en pistas cubiertas como preparativo para el campeonato de fin de año de la WTA. Fue la 17.ª edición del torneo y tuvo lugar en el Schluefweg en la ciudad suiza de Zúrich.

## Campeonas

### Individual femenino
Martina Hingis venció a  Lindsay Davenport por 6–4, 4–6, 7–5

### Dobles femenino
Martina Hingis /  Anna Kournikova vencieron a  Kimberly Po /  Anne-Gaëlle Sidot por 6–3, 6–4